# イーナ・マリー・フォン・バッセヴィッツ＝レーヴェツォー

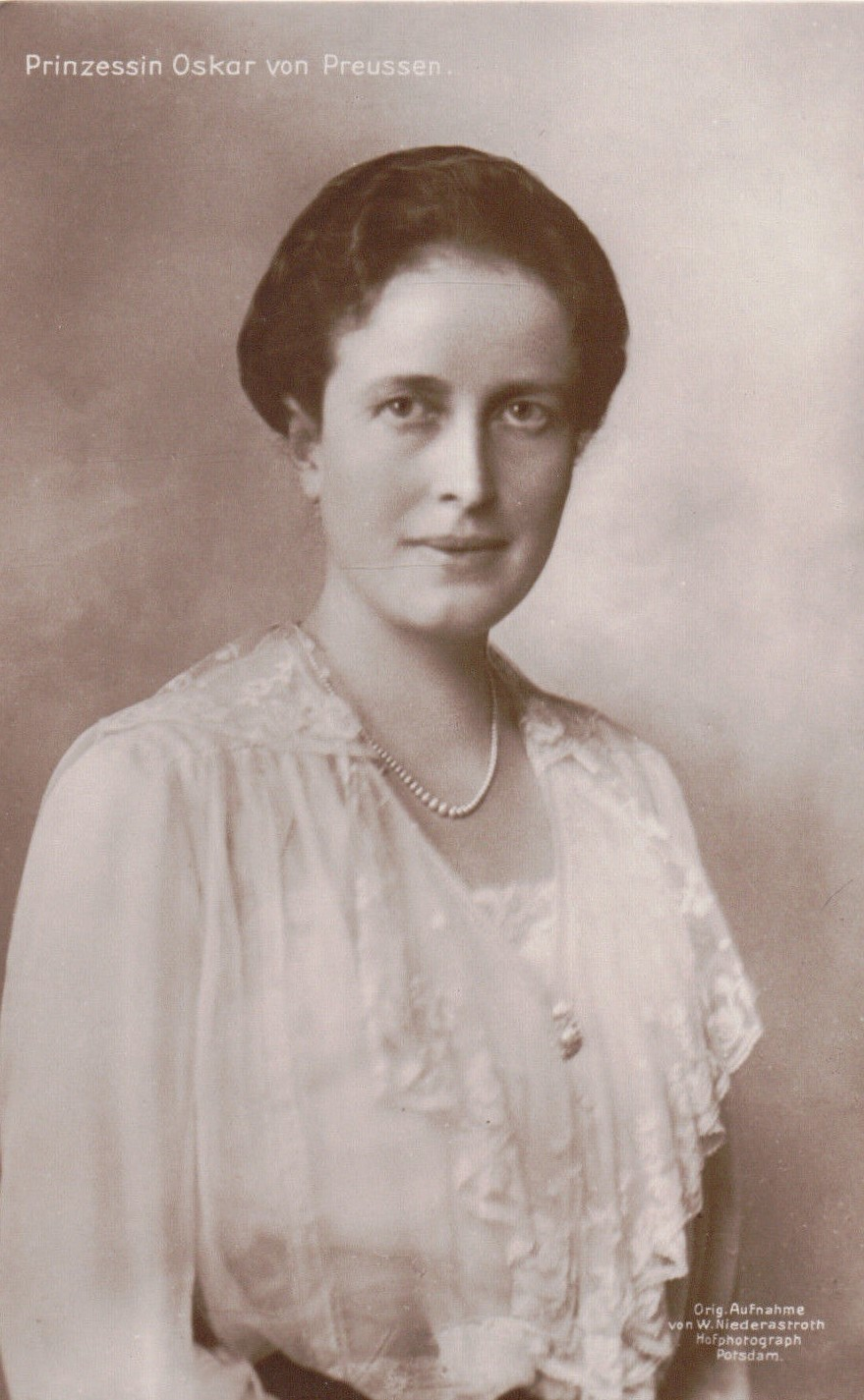
イーナ・マリー、W・ニーダーアストロート（W.Niederastroth）のプロイセン王室肖像写真の1枚、1916年頃撮影か

イーナ・マリー・ヘレーネ・アデーレ・エリーゼ・フォン・バッセヴィッツ＝レーヴェツォー（Ina Marie Helene Adele Elise Gräfin von Bassewitz-Levetzow, 1888年1月27日 ブリストー - 1973年9月17日 ミュンヘン）は、ドイツの貴族女性で、結婚に伴いドイツ皇帝ヴィルヘルム2世の義理の娘となった。
ドイツ北部の邦メクレンブルク＝シュヴェリーン大公国の首相カール・フォン・バッセヴィッツ＝レーヴェツォー伯爵と妻の伯爵令嬢マルガレーテ・フォン・デア・シューレンブルクの間の第2子・次女。父の主君である大公フリードリヒ・フランツ4世の妹ツェツィーリエが1905年にドイツ皇帝の長男ヴィルヘルム皇太子に嫁ぐと、メクレンブルクとプロイセンの伝統的な盟邦関係は再び強化された。シュヴェリーン大公国首相の娘であるイーナ・マリーはツェツィーリエ皇太子妃の姑アウグステ・ヴィクトリア皇后の侍女としてベルリン宮廷入りした。
彼女は皇太子の弟の1人で皇帝夫妻の五男であるプロイセン王子オスカーと恋に落ち、2人は1914年7月31日にベルリンのベルビュー宮殿で結婚した。イーナ・マリーが王侯家出身でないため2人の結婚は貴賤結婚とされた。彼女は結婚に先立つ1914年7月27日にルピン伯爵夫人（Gräfin von Ruppin）に叙爵され、王子との間に将来もうける子女も母と同じ称号に留まるとされた。しかしドイツ革命に伴う帝政・王政廃止後の1920年6月21日、舅のヴィルヘルム元皇帝はイーナ・マリーと彼女の産んだ孫たちにプロイセン王子・王女（Prinz/essin von Preußen）を名乗ることを許可している。
夫オスカー王子との間に3男1女をもうけた。
- オスカー・ヴィルヘルム・カール・ハンス・クーノ（1915年 - 1939年） - ポーランド侵攻に従軍・戦死、独身
- ブルヒャルト・フリードリヒ・マックス・ヴェルナー・ゲオルク（1917年 - 1988年） - 1961年伯爵令嬢エレオノーレ・フッガー・フォン・バーベンハウゼンと結婚、子孫なし
- ヘルツェライデ・イーナ・マリー・ゾフィー・シャルロッテ・エルゼ（1918年 - 1989年） - 1938年カール・ビロン・フォン・クールラント侯爵と結婚、子孫あり
- ヴィルヘルム・カール・アーダルベルト・エーリヒ・デトロフ（1922年 - 2007年） - 父王子から聖ヨハネ騎士団ブランデンブルク大管区長職を引き継ぐ、アルムガルト・フォン・フェルトハイムと結婚し子孫あり

## 引用・脚注
1. ↑  “Karl, Graf von Bassewitz-Levetzow : Genealogics”. 2024年6月16日閲覧。
2. 1 2 3  “Son Of The Kaiser To Wed A Countess. Prince Oscar to Contract a Morganatic Marriage with a Premier's Daughter”. The New York Times. (1914年5月27日) 2011年3月18日閲覧. "Prince Oscar of Prussia, the fifth son of the Kaiser, is about to contract a morganatic marriage. His engagement to Countess Ina Marie von Bassewitz-Levetzow, daughter of the Premier of the Grand Duchy of Mecklenburg-Schwerin and former maid of honor of the Kaiserin, is officially announced today."